# Nele Winkler
Nele Winkler (* 1982) ist eine deutsche Schauspielerin.
Nele Winkler ist die Tochter von Angela Winkler und wurde mit Down-Syndrom geboren. Sie ist regelmäßig im RambaZamba Theater auf der Bühne.

## Filmographie (Auswahl)
- 2000: Mein Bruder, der Idiot
- 2003: Liebe dich…
- 2008: Finnischer Tango
- 2009: In Berlin
- 2011: Die Unsichtbare
- 2011: Die Finanzen des Großherzogs Radikant Film
- 2013: Scherbengericht
- 2013: Dora oder die sexuellen Neurosen unserer Eltern
- 2014: Ich will mich nicht künstlich aufregen
- 2014: Be My Baby
- 2021: The Real Court of Shards